# Sardis (Tennessee)
Sardis – miasto w Stanach Zjednoczonych, w stanie Tennessee, w hrabstwie Henderson.